# تاکی‌کاردی فوق بطنی

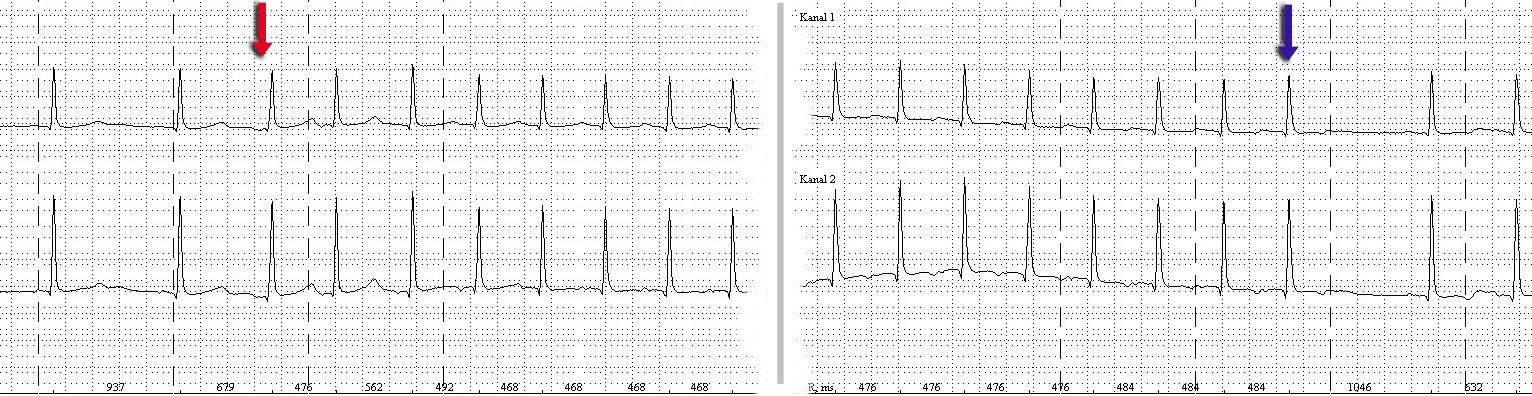
هولتر مانیتور-تصویربرداری با شروع (فلش قرمز رنگ) و پایان (فلش آبی رنگ) یک SV-تاکی کاردی با یک پالس با فرکانس حدود 128/min.

12-lead ECG نشان پروگزیمال supraventricular ضربان قلب در حدود ۱۸۰ ضربان در هر دقیقه است.

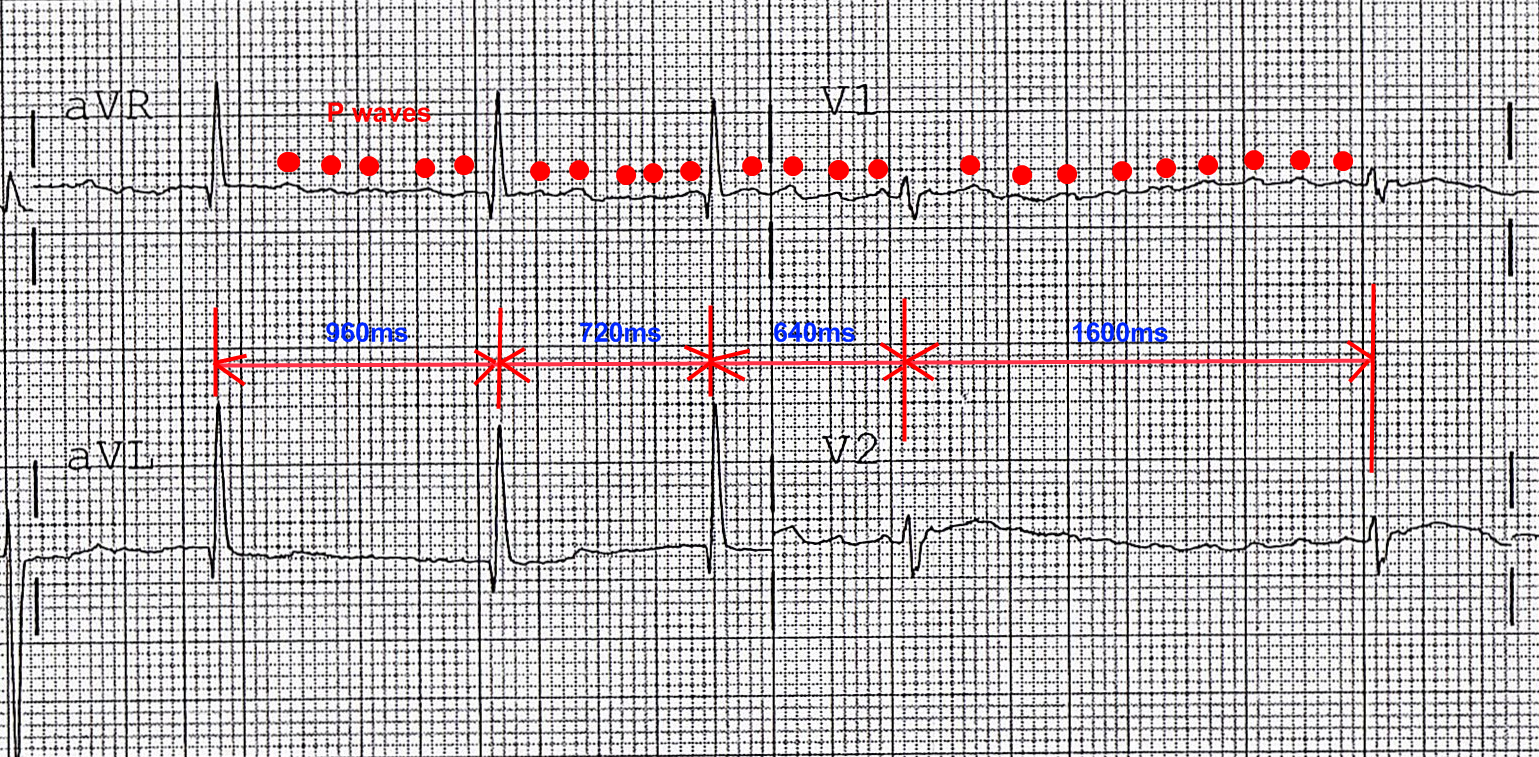
فیبریلاسیون دهلیزی: نقطه قرمز نشان می‌دهد فیبریلاسیون دهلیزی فعالیت است.

ضربه ناشی در گره SAتراورس دهلیز به گره AVو سپس ورود به بطن است. ریتم منشأ آن در یا بالاتر از گره AV به منزله SVT.

فیبریلاسیون دهلیزی: نامنظم انگیزه رسیدن به گره AV تنها برخی از منتقل می‌شود.

تاکی‌کاردی فوق بطنی نوعی ضربان سریع و غیرطبیعی قلب ناشی از فعالیت الکتریکی نامناسب در دهلیزهاست. چهار نوع اصلی از این نوع تندتپشی وجود دارد که عبارتند از: فیبریلاسیون دهلیزی، تندتپشی فوق بطنی پاروکسیسمال یا حمله‌ای (PSVT)، فلوتر دهلیزی و سندرم ولف پارکینسون وایت (WPW). علائم ممکن است شامل تپش قلب احساس ضعف و تعریق تنگی نفس یا درد قفسه سینه است.
این نوع از تندتپشی‌ها یا در دهلیز یا در گره دهلیزی-بطنی شروع می‌شوند. علت وقوع و ایجاد آن‌ها به دلیل می‌تواند باشد: ورود مجدد یا افزایش خودکار. نوع دیگر از تندتپشی که کاملاً با این نوع از متفاوت است، آریتمی بطنی است که در آن منشأ آریتمی در بطن بوده و از آنجا شروع می‌شود. تشخیص به‌طور معمول توسط نوار قلب (ECG)، الکتروکاردیوگرام دینامیک (هولتر مانیتور) و Event Monitor انجام می‌شود. آزمایش خون نیز برای رد کردن دیگر بیماری‌ها از قبیل پرکاری تیرویید یا اختلالات الکترولیتی ممکن است انجام شود.

## علائم و نشانه‌ها
علائم و نشانه‌ها می‌توانند به‌طور ناگهانی رخ داده و بدون درمان برطرف شوند. استرس، ورزش و احساسات می‌توانند در حالت عادی یا فیزیولوژیکی ضربان قلب را افزایش دهد اما همچنین می‌توانند به ندرت موجب ایجاد تندتپشی فوق بطنی شوند.
- تپش قلب
- تنگی نفس
- درد قفسه سینه
- تنفس سریع
- سرگیجه
- از دست دادن هوشیاری (تنها در موارد جدی‌تر)